# فهرست فرودگاه‌های نواحی شمال غرب
این مقاله شامل فهرست فرودگاه‌ها و بالگردگاه‌های نواحی شمال غرب یا نورت‌وست تریتوریز کانادا است.

## فهرست فرودگاه‌ها و بالگردگاه‌ها
| مکان                           | نام فرودگاه                               | ایکائو | TC موقعیت‌یاب | یاتا | مختصات                                                          |
| ------------------------------ | ----------------------------------------- | ------ | ------------ | ---- | --------------------------------------------------------------- |
| اکلاویک                        | فرودگاه اکلاویک/فردی کارمایکل             | CYKD   |              | LAK  | ۶۸°۱۳′۲۴″ شمالی ۱۳۵°۰۰′۲۱″ غربی / ۶۸٫۲۲۳۳۳°شمالی ۱۳۵٫۰۰۵۸۳°غربی |
| اکلاویک                        | فرودگاه آبی اکلاویک                       |        | CER6         |      | ۶۸°۱۳′۲۱″ شمالی ۱۳۴°۵۹′۳۰″ غربی / ۶۸٫۲۲۲۵۰°شمالی ۱۳۴٫۹۹۱۶۷°غربی |
| Behchoko                       | فرودگاه رائه-ادزو                         |        | CRE2         |      | ۶۲°۴۶′۰۰″ شمالی ۱۱۶°۰۵′۰۱″ غربی / ۶۲٫۷۶۶۶۷°شمالی ۱۱۶٫۰۸۳۶۱°غربی |
| Colville Lake                  | فرودگاه کولویل لیک                        |        | CEB3         | YCK  | ۶۷°۰۲′۰۰″ شمالی ۱۲۶°۰۵′۰۰″ غربی / ۶۷٫۰۳۳۳۳°شمالی ۱۲۶٫۰۸۳۳۳°غربی |
| Colville Lake                  | فرودگاه آبی کولویل لیک                    |        | CED7         |      | ۶۷°۰۳′۰۰″ شمالی ۱۲۶°۰۶′۰۰″ غربی / ۶۷٫۰۵۰۰۰°شمالی ۱۲۶٫۱۰۰۰۰°غربی |
| Deline                         | فرودگاه دیلاین                            | CYWJ   |              | YWJ  | ۶۵°۱۲′۴۰″ شمالی ۱۲۳°۲۶′۱۱″ غربی / ۶۵٫۲۱۱۱۱°شمالی ۱۲۳٫۴۳۶۳۹°غربی |
| Deline                         | فرودگاه آبی دیلاین                        |        | CEN7         |      | ۶۵°۱۱′۰۰″ شمالی ۱۲۵°۲۵′۰۰″ غربی / ۶۵٫۱۸۳۳۳°شمالی ۱۲۵٫۴۱۶۶۷°غربی |
| Diavik Diamond Mine            | فرودگاه دیاویک                            |        | CDK2         |      | ۶۴°۳۰′۴۱″ شمالی ۱۱۰°۱۷′۲۲″ غربی / ۶۴٫۵۱۱۳۹°شمالی ۱۱۰٫۲۸۹۴۴°غربی |
| Ekati Diamond Mine             | فرودگاه اکاتی                             | CYOA   |              | YOA  | ۶۴°۴۱′۵۶″ شمالی ۱۱۰°۳۶′۵۳″ غربی / ۶۴٫۶۹۸۸۹°شمالی ۱۱۰٫۶۱۴۷۲°غربی |
| Fort Good Hope                 | فرودگاه فورت گود هوپ                      | CYGH   |              | YGH  | ۶۶°۱۴′۲۷″ شمالی ۱۲۸°۳۹′۰۳″ غربی / ۶۶٫۲۴۰۸۳°شمالی ۱۲۸٫۶۵۰۸۳°غربی |
| Fort Liard                     | فرودگاه فورت لیارد                        | CYJF   |              | YJF  | ۶۰°۱۴′۰۸″ شمالی ۱۲۳°۲۸′۱۲″ غربی / ۶۰٫۲۳۵۵۶°شمالی ۱۲۳٫۴۷۰۰۰°غربی |
| Fort McPherson                 | فرودگاه فورت مک‌فرسون                      | CZFM   |              | ZFM  | ۶۷°۲۴′۲۷″ شمالی ۱۳۴°۵۱′۳۸″ غربی / ۶۷٫۴۰۷۵۰°شمالی ۱۳۴٫۸۶۰۵۶°غربی |
| Fort Providence                | فرودگاه فورت پراویدنس                     | CYJP   |              |      | ۶۱°۱۹′۰۹″ شمالی ۱۱۷°۳۶′۲۲″ غربی / ۶۱٫۳۱۹۱۷°شمالی ۱۱۷٫۶۰۶۱۱°غربی |
| Fort Reliance                  | فرودگاه آبی ریلاینس                       |        | CJN8         |      | ۶۲°۴۲′۰۰″ شمالی ۱۰۹°۱۰′۰۰″ غربی / ۶۲٫۷۰۰۰۰°شمالی ۱۰۹٫۱۶۶۶۷°غربی |
| Fort Resolution                | فرودگاه فورت رزولوشن                      | CYFR   |              | YFR  | ۶۱°۱۰′۵۱″ شمالی ۱۱۳°۴۱′۲۳″ غربی / ۶۱٫۱۸۰۸۳°شمالی ۱۱۳٫۶۸۹۷۲°غربی |
| Fort Simpson                   | فرودگاه فورت سیمپسون                      | CYFS   |              | YFS  | ۶۱°۴۵′۳۷″ شمالی ۱۲۱°۱۴′۱۱″ غربی / ۶۱٫۷۶۰۲۸°شمالی ۱۲۱٫۲۳۶۳۹°غربی |
| Fort Simpson                   | فرودگاه جزیره فورت سیمپسون                |        | CET4         |      | ۶۱°۵۲′۰۰″ شمالی ۱۲۱°۲۱′۵۸″ غربی / ۶۱٫۸۶۶۶۷°شمالی ۱۲۱٫۳۶۶۱۱°غربی |
| Fort Simpson                   | فرودگاه آبی جزیره فورت سیمپسون            |        | CEZ7         |      | ۶۱°۵۲′۰۰″ شمالی ۱۲۱°۲۲′۰۰″ غربی / ۶۱٫۸۶۶۶۷°شمالی ۱۲۱٫۳۶۶۶۷°غربی |
| Fort Simpson                   | Fort Simpson/(Great Slave No. 1) Heliport |        | CFS2         |      | ۶۱°۵۰′۱۸″ شمالی ۱۲۱°۱۹′۳۵″ غربی / ۶۱٫۸۳۸۳۳°شمالی ۱۲۱٫۳۲۶۳۹°غربی |
| Fort Simpson                   | Fort Simpson (Great Slave No. 2) Heliport |        | CFD8         |      | ۶۱°۵۰′۱۲″ شمالی ۱۲۱°۱۹′۳۰″ غربی / ۶۱٫۸۳۶۶۷°شمالی ۱۲۱٫۳۲۵۰۰°غربی |
| Fort Smith                     | Fort Smith (District) Heliport            |        | CEC5         |      | ۶۰°۰۰′۱۱″ شمالی ۱۱۱°۵۴′۳۴″ غربی / ۶۰٫۰۰۳۰۶°شمالی ۱۱۱٫۹۰۹۴۴°غربی |
| Fort Smith                     | فرودگاه فورت اسمیث                        | CYSM   |              | YSM  | ۶۰°۰۱′۱۳″ شمالی ۱۱۱°۵۷′۴۳″ غربی / ۶۰٫۰۲۰۲۸°شمالی ۱۱۱٫۹۶۱۹۴°غربی |
| Frank Channel                  | Frank Channel (Forestry) Heliport         |        | CFB2         |      | ۶۲°۴۷′۱۰″ شمالی ۱۱۵°۵۶′۴۵″ غربی / ۶۲٫۷۸۶۱۱°شمالی ۱۱۵٫۹۴۵۸۳°غربی |
| Gamèti                         | فرودگاه دریاچه‌های گمتی/رآی                | CYRA   |              | YRA  | ۶۴°۰۶′۵۸″ شمالی ۱۱۷°۱۸′۳۵″ غربی / ۶۴٫۱۱۶۱۱°شمالی ۱۱۷٫۳۰۹۷۲°غربی |
| Hay River                      | Hay River (District) Heliport             |        | CET5         |      | ۶۰°۴۷′۰۴″ شمالی ۱۱۵°۴۹′۳۳″ غربی / ۶۰٫۷۸۴۴۴°شمالی ۱۱۵٫۸۲۵۸۳°غربی |
| Hay River                      | فرودگاه هی ریور/مرلین کارتر               | CYHY   |              | YHY  | ۶۰°۵۰′۲۳″ شمالی ۱۱۵°۴۶′۵۸″ غربی / ۶۰٫۸۳۹۷۲°شمالی ۱۱۵٫۷۸۲۷۸°غربی |
| Hay River                      | فرودگاه آبی هی ریور                       |        | CEF8         |      | ۶۰°۵۱′۰۷″ شمالی ۱۱۵°۴۳′۵۰″ غربی / ۶۰٫۸۵۱۹۴°شمالی ۱۱۵٫۷۳۰۵۶°غربی |
| Inuvik                         | فرودگاه اینوویک مایک زوبکو                | CYEV   |              | YEV  | ۶۸°۱۸′۱۴″ شمالی ۱۳۳°۲۸′۵۹″ غربی / ۶۸٫۳۰۳۸۹°شمالی ۱۳۳٫۴۸۳۰۶°غربی |
| Inuvik                         | فرودگاه آبی اینوویک/شل لیک                |        | CEE3         |      | ۶۸°۱۹′۰۰″ شمالی ۱۳۳°۳۷′۰۰″ غربی / ۶۸٫۳۱۶۶۷°شمالی ۱۳۳٫۶۱۶۶۷°غربی |
| Jean Marie River               | فرودگاه جین ماری ریور                     |        | CET9         |      | ۶۱°۳۱′۲۱″ شمالی ۱۲۰°۳۷′۳۰″ غربی / ۶۱٫۵۲۲۵۰°شمالی ۱۲۰٫۶۲۵۰۰°غربی |
| Kasba Lake Lodge               | فرودگاه دریاچه کاسبا                      |        | CJL8         |      | ۶۰°۱۷′۲۷″ شمالی ۱۰۲°۳۰′۱۱″ غربی / ۶۰٫۲۹۰۸۳°شمالی ۱۰۲٫۵۰۳۰۶°غربی |
| Kasba Lake Lodge               | فرودگاه آبی دریاچه کاسبا                  |        | CJP5         |      | ۶۰°۱۷′۰۰″ شمالی ۱۰۲°۳۱′۰۰″ غربی / ۶۰٫۲۸۳۳۳°شمالی ۱۰۲٫۵۱۶۶۷°غربی |
| Kennady Lake                   | فرودگاه گاکو کیو                          |        | CGK2         |      | ۶۳°۲۵′۵۹″ شمالی ۱۰۹°۱۱′۵۹″ غربی / ۶۳٫۴۳۳۰۶°شمالی ۱۰۹٫۱۹۹۷۲°غربی |
| Lutselk'e                      | فرودگاه لوسلکه                            | CYLK   |              |      | ۶۲°۲۵′۰۶″ شمالی ۱۱۰°۴۰′۵۶″ غربی / ۶۲٫۴۱۸۳۳°شمالی ۱۱۰٫۶۸۲۲۲°غربی |
| Lutselk'e                      | فرودگاه آبی لوتسلکه                       |        | CEB9         |      | ۶۲°۲۴′۰۰″ شمالی ۱۱۰°۴۵′۰۰″ غربی / ۶۲٫۴۰۰۰۰°شمالی ۱۱۰٫۷۵۰۰۰°غربی |
| Nahanni Butte                  | فرودگاه ناهانی بوت                        |        | CBD6         |      | ۶۱°۰۱′۴۷″ شمالی ۱۲۳°۲۳′۲۰″ غربی / ۶۱٫۰۲۹۷۲°شمالی ۱۲۳٫۳۸۸۸۹°غربی |
| Nahanni Butte                  | فرودگاه آبی ناهانی بوت                    |        | CET8         |      | ۶۱°۰۲′۰۰″ شمالی ۱۲۳°۲۱′۰۰″ غربی / ۶۱٫۰۳۳۳۳°شمالی ۱۲۳٫۳۵۰۰۰°غربی |
| Nahanni National Park Reserve  | فرودگاه ویرجینا فالز واتر                 |        | CFV5         |      | ۶۱°۳۶′۰۰″ شمالی ۱۲۵°۴۵′۰۰″ غربی / ۶۱٫۶۰۰۰۰°شمالی ۱۲۵٫۷۵۰۰۰°غربی |
| Namushka Lodge                 | فرودگاه آبی ناموشکا لاج                   |        | CEP9         |      | ۶۲°۲۵′۰۰″ شمالی ۱۱۳°۲۱′۰۰″ غربی / ۶۲٫۴۱۶۶۷°شمالی ۱۱۳٫۳۵۰۰۰°غربی |
| Norman Wells                   | فرودگاه نورمن ولز                         | CYVQ   |              | YVQ  | ۶۵°۱۶′۵۴″ شمالی ۱۲۶°۴۷′۵۴″ غربی / ۶۵٫۲۸۱۶۷°شمالی ۱۲۶٫۷۹۸۳۳°غربی |
| Norman Wells                   | پایگاه هوایی آبی نورمن ولز                |        | CEU8         |      | ۶۵°۱۵′۲۶″ شمالی ۱۲۶°۴۱′۰۷″ غربی / ۶۵٫۲۵۷۲۲°شمالی ۱۲۶٫۶۸۵۲۸°غربی |
| North of Sixty Fishing Camps   | فرودگاه اوبر لیک /نورث آو سیکستی          |        | CKV4         | YDW  | ۶۰°۱۸′۵۶″ شمالی ۱۰۳°۰۷′۵۴″ غربی / ۶۰٫۳۱۵۵۶°شمالی ۱۰۳٫۱۳۱۶۷°غربی |
| North of Sixty Fishing Camps   | پایگاه هوایی آبی اوبر لیک /نورث آو سیکستی |        | CKP8         |      | ۶۰°۱۹′۱۳″ شمالی ۱۰۳°۰۷′۳۶″ غربی / ۶۰٫۳۲۰۲۸°شمالی ۱۰۳٫۱۲۶۶۷°غربی |
| Paulatuk                       | فرودگاه پولاتوک                           | CYPC   |              | YPC  | ۶۹°۲۱′۳۸″ شمالی ۱۲۴°۰۴′۳۳″ غربی / ۶۹٫۳۶۰۵۶°شمالی ۱۲۴٫۰۷۵۸۳°غربی |
| Paulatuk                       | فرودگاه آبی پولاتوک                       |        | CEW8         |      | ۶۹°۲۱′۰۰″ شمالی ۱۲۴°۰۴′۰۰″ غربی / ۶۹٫۳۵۰۰۰°شمالی ۱۲۴٫۰۶۶۶۷°غربی |
| Plummers Great Bear Lake Lodge | فرودگاه گریت بر لیک                       |        | CFF4         | DAS  | ۶۶°۴۲′۱۱″ شمالی ۱۱۹°۴۳′۰۲″ غربی / ۶۶٫۷۰۳۰۶°شمالی ۱۱۹٫۷۱۷۲۲°غربی |
| Plummers Great Bear Lake Lodge | فرودگاه آبی گریت بیر لیک                  |        | CES9         |      | ۶۶°۴۲′۳۰″ شمالی ۱۱۹°۴۱′۰۰″ غربی / ۶۶٫۷۰۸۳۳°شمالی ۱۱۹٫۶۸۳۳۳°غربی |
| Plummers Great Slave Lodge     | فرودگاه تالتئیلی نروز                     |        | CFA7         |      | ۶۲°۳۵′۵۰″ شمالی ۱۱۱°۳۲′۲۸″ غربی / ۶۲٫۵۹۷۲۲°شمالی ۱۱۱٫۵۴۱۱۱°غربی |
| Plummers Great Slave Lodge     | فرودگاه تالتئیلی نروز واتر                |        | CED9         |      | ۶۲°۳۶′۰۰″ شمالی ۱۱۱°۳۱′۰۰″ غربی / ۶۲٫۶۰۰۰۰°شمالی ۱۱۱٫۵۱۶۶۷°غربی |
| Prairie Creek                  | فرودگاه پرری کریک                         |        | CBH4         |      | ۶۱°۳۳′۵۳″ شمالی ۱۲۴°۴۸′۵۴″ غربی / ۶۱٫۵۶۴۷۲°شمالی ۱۲۴٫۸۱۵۰۰°غربی |
| Sachs Harbour                  | فرودگاه ساخس هاربور                       | CYSY   |              | YSY  | ۷۱°۵۹′۳۸″ شمالی ۱۲۵°۱۴′۳۳″ غربی / ۷۱٫۹۹۳۸۹°شمالی ۱۲۵٫۲۴۲۵۰°غربی |
| Snap Lake                      | فرودگاه اسنپ لیک                          |        | CSK6         |      | ۶۳°۳۵′۳۷″ شمالی ۱۱۰°۵۴′۲۰″ غربی / ۶۳٫۵۹۳۶۱°شمالی ۱۱۰٫۹۰۵۵۶°غربی |
| Snare River                    | فرودگاه اسنیر ریور                        |        | CEV9         |      | ۶۳°۲۶′۰۰″ شمالی ۱۱۶°۱۱′۰۰″ غربی / ۶۳٫۴۳۳۳۳°شمالی ۱۱۶٫۱۸۳۳۳°غربی |
| Taltson River                  | فرودگاه تالتسون ریور                      |        | CFW5         |      | ۶۰°۲۳′۳۹″ شمالی ۱۱۱°۲۰′۵۰″ غربی / ۶۰٫۳۹۴۱۷°شمالی ۱۱۱٫۳۴۷۲۲°غربی |
| Thor Lake                      | فرودگاه تور لیک                           |        | CTH2         |      | ۶۲°۰۶′۰۳″ شمالی ۱۱۲°۳۷′۳۲″ غربی / ۶۲٫۱۰۰۸۳°شمالی ۱۱۲٫۶۲۵۵۶°غربی |
| Trophy Lodge                   | فرودگاه خلیج فورد                         |        | CBC2         |      | ۶۶°۰۲′۱۵″ شمالی ۱۲۴°۴۲′۵۴″ غربی / ۶۶٫۰۳۷۵۰°شمالی ۱۲۴٫۷۱۵۰۰°غربی |
| Trophy Lodge                   | فرودگاه آبی خلیج فورد                     |        | CEL7         |      | ۶۶°۰۲′۰۰″ شمالی ۱۲۴°۴۱′۰۰″ غربی / ۶۶٫۰۳۳۳۳°شمالی ۱۲۴٫۶۸۳۳۳°غربی |
| Trout Lake                     | فرودگاه تراوت لیک (سرزمین‌های شمال غربی)   |        | CEU9         |      | ۶۰°۲۶′۲۲″ شمالی ۱۲۱°۱۴′۱۲″ غربی / ۶۰٫۴۳۹۴۴°شمالی ۱۲۱٫۲۳۶۶۷°غربی |
| Trout Lake                     | فرودگاه آبی دریاچه تروت                   |        | CEG9         |      | ۶۰°۲۶′۰۰″ شمالی ۱۲۱°۱۵′۰۰″ غربی / ۶۰٫۴۳۳۳۳°شمالی ۱۲۱٫۲۵۰۰۰°غربی |
| Tsiigehtchic                   | فرودگاه آبی آرکتیک رد ریور                |        | CES6         |      | ۶۷°۲۷′۰۰″ شمالی ۱۳۳°۴۵′۰۰″ غربی / ۶۷٫۴۵۰۰۰°شمالی ۱۳۳٫۷۵۰۰۰°غربی |
| Tuktoyaktuk                    | فرودگاه تاکتویاکتاک/جیمز گرابن            | CYUB   |              | YUB  | ۶۹°۲۶′۰۰″ شمالی ۱۳۳°۰۱′۳۵″ غربی / ۶۹٫۴۳۳۳۳°شمالی ۱۳۳٫۰۲۶۳۹°غربی |
| Tulita                         | فرودگاه تولیتا                            | CZFN   |              | ZFN  | ۶۴°۵۴′۳۵″ شمالی ۱۲۵°۳۴′۲۱″ غربی / ۶۴٫۹۰۹۷۲°شمالی ۱۲۵٫۵۷۲۵۰°غربی |
| Tundra Mine/Salamita Mine      | فرودگاه معدن ماین/معدن سالامیتا           |        | CTM5         |      | ۶۴°۰۴′۲۲″ شمالی ۱۱۱°۰۹′۴۸″ غربی / ۶۴٫۰۷۲۷۸°شمالی ۱۱۱٫۱۶۳۳۳°غربی |
| Tungsten                       | فرودگاه تنگستن (کانتونگ)                  |        | CBX5         |      | ۶۱°۵۷′۲۵″ شمالی ۱۲۸°۱۲′۱۰″ غربی / ۶۱٫۹۵۶۹۴°شمالی ۱۲۸٫۲۰۲۷۸°غربی |
| Ulukhaktok                     | فرودگاه اولوخاکتوک هلمان                  | CYHI   |              | YHI  | ۷۰°۴۵′۴۶″ شمالی ۱۱۷°۴۸′۲۲″ غربی / ۷۰٫۷۶۲۷۸°شمالی ۱۱۷٫۸۰۶۱۱°غربی |
| Wekweeti                       | فرودگاه وکوه اتی                          | CYWE   |              |      | ۶۴°۱۱′۲۷″ شمالی ۱۱۴°۰۴′۳۶″ غربی / ۶۴٫۱۹۰۸۳°شمالی ۱۱۴٫۰۷۶۶۷°غربی |
| Whatì                          | فرودگاه واتی                              |        | CEM3         |      | ۶۳°۰۷′۵۴″ شمالی ۱۱۷°۱۴′۴۶″ غربی / ۶۳٫۱۳۱۶۷°شمالی ۱۱۷٫۲۴۶۱۱°غربی |
| Whatì                          | فرودگاه واتی واتر                         |        | CEQ8         |      | ۶۳°۰۹′۰۰″ شمالی ۱۱۷°۱۶′۰۰″ غربی / ۶۳٫۱۵۰۰۰°شمالی ۱۱۷٫۲۶۶۶۷°غربی |
| Wrigley                        | فرودگاه ریگلی                             | CYWY   |              | YWY  | ۶۳°۱۲′۳۴″ شمالی ۱۲۳°۲۶′۱۲″ غربی / ۶۳٫۲۰۹۴۴°شمالی ۱۲۳٫۴۳۶۶۷°غربی |
| یلونایف                        | فرودگاه یلونایف                           | CYZF   |              | YZF  | ۶۲°۲۷′۴۶″ شمالی ۱۱۴°۲۶′۲۵″ غربی / ۶۲٫۴۶۲۷۸°شمالی ۱۱۴٫۴۴۰۲۸°غربی |
| یلونایف                        | فرودگاه یلونایف واتر                      |        | CEN9         |      | ۶۲°۲۸′۰۰″ شمالی ۱۱۴°۲۱′۰۰″ غربی / ۶۲٫۴۶۶۶۷°شمالی ۱۱۴٫۳۵۰۰۰°غربی |

- Airports names marked in bold are part of the National Airports System (Canada)
- Alternate names are shown in parentheses 

## فرودگاه‌های ازبین‌رفته
| مکان            | نام فرودگاه                     | ایکائو | TC موقعیت‌یاب | یاتا | مختصات                                                          |
| --------------- | ------------------------------- | ------ | ------------ | ---- | --------------------------------------------------------------- |
| Colomac Mine    | فرودگاه کولوماک                 |        | CFY8         |      | ۶۴°۲۳′۰۶″ شمالی ۱۱۵°۰۷′۲۹″ غربی / ۶۴٫۳۸۵۰۰°شمالی ۱۱۵٫۱۲۴۷۲°غربی |
| Fort McPherson  | فرودگاه آبی فورت مک‌فرسون        |        | CEU7         |      | ۶۷°۲۷′۰۰″ شمالی ۱۳۴°۵۳′۰۰″ غربی / ۶۷٫۴۵۰۰۰°شمالی ۱۳۴٫۸۸۳۳۳°غربی |
| Fort Providence | فرودگاه آبی فورت پراویدنس       |        | CEX7         |      | ۶۱°۲۱′۰۰″ شمالی ۱۱۷°۴۰′۰۰″ غربی / ۶۱٫۳۵۰۰۰°شمالی ۱۱۷٫۶۶۶۶۷°غربی |
| Hay River       | فرودگاه آبی هی ریور/برابانت لاج |        | CEA8         |      | ۶۱°۰۳′۰۰″ شمالی ۱۱۶°۳۶′۰۰″ غربی / ۶۱٫۰۵۰۰۰°شمالی ۱۱۶٫۶۰۰۰۰°غربی |